# 斯托尼克里克鎮區 (印地安納州蘭道夫縣)
斯托尼克里克鎮區（英語：Stoney Creek Township）是位於美國印地安納州蘭道夫縣的一個行政鎮區。

## 地方資料
根據2010年美國人口普查的數據，斯托尼克里克鎮區的面積為69.30平方千米，當中陸地面積為69.10平方千米，而水域面積為0.20平方千米。當地共有人口990人，而人口密度為每平方千米14.29人。